# Organisation des femmes d'ascendance africaine et asiatique
L' Organisation des femmes d'ascendance africaine et asiatique (OWAAD) est une organisation militante pour les femmes noires et asiatiques britanniques créée en 1978, avec des membres fondateurs tels Stella Dadzie, Olive Morris et Gail Lewis (en). Elle est considérée comme un tournant dans l'histoire de l'activisme des droits des femmes noires.
L'OWAAD est une organisation faîtière nationale largement socialiste et non hiérarchique. Elle tient quatre conférences annuelles de 1979 à 1982, la première menant à la formation de groupes de femmes noires dans tout le pays. L'OWAAD organise un sit-in à l'aéroport d'Heathrow pour protester contre les tests de virginité pratiqués sur les immigrantes asiatiques afin de vérifier leurs demandes de résidence et de mariage.
L'OWAAD s'est dissoute en 1982 pour diverses raisons.